# Alta Paulista

Localização da região Alta Paulista no estado de São Paulo.

A Alta Paulista é uma antiga região ferroviária do estado de São Paulo colonizada em maior escala a partir da primeira metade do século XX, tradicionalmente conhecida como a faixa de terras situada entre o Rio Aguapeí ou Feio e o Rio do Peixe, por onde passava o traçado do Tronco Oeste da Companhia Paulista de Estradas de Ferro.
Algumas das cidades da região (de leste a oeste) são: Garça, Marília, Tupã, Parapuã, Rinópolis, Osvaldo Cruz, Inúbia Paulista, Lucélia, Adamantina, Flórida Paulista, Pacaembu, Dracena, Panorama (está às margens do Rio Paraná).
A ferrovia chegou a Tupã em 1941, de onde avançou somente a partir de 1949, pelas terras que por tal motivo têm sido doravante conhecidas como Nova Alta Paulista.
Durante o domínio da ferrovia, a região teve grande desenvolvimento inicial, aliada ainda à expansão do café, apesar de tal cultura não estar mais nos tempos de auge àquela época. Entretanto, com o passar das décadas a riqueza acumulada foi sendo investida em outras regiões e a Alta Paulista permanece tendo como principal atividade a agropecuária, e figura, ao lado do Sudoeste Paulista e do Vale do Rio Ribeira de Iguape, entre as regiões mais pobres do estado de São Paulo.